# Micrurus tikuna
Micrurus tikuna — вид отруйних змій родини аспідових (Elapidae). Мешкає в Південній Америці.

## Поширення і екологія
Micrurus tikuna мешкають в департаменті Амасонас на південному сході Колумбії та в штаті Амазонас на заході Бразилії, можливо, також в Перу. Вони живуть у вологих тропічних ліса Амазонії.